# シェルテ・バス
シェルティ・ジョン・"ボビー"・バス（Schelte John "Bobby" Bus、1956年-） は、アメリカ合衆国の天文学者である。ハワイ大学天文学研究所及びアメリカ航空宇宙局の赤外線望遠鏡施設に勤務している。1979年にカリフォルニア工科大学を卒業し、1999年にマサチューセッツ工科大学で博士号を取得した。
1981年には周期彗星のバス彗星(87P)、1987年にもバス彗星(C/1987H1)を発見した。さらに、2147年3月30日には地球から300万マイルまで接近するアポロ型の（2135）アリスタイオスや、アモール型の小惑星、40個以上のトロヤ群の小惑星等、2016年11月現在で1680個もの小惑星を発見した。彼が初めて発見したのは、エレノア・ヘリンと共同で発見した（3240）ラオコーンである。また、当時最も人気のあった3人のSF小説家のうち2人の名前を付けた、（5020）アシモフ と（4923）クラーク も発見している。
また彼は、マサチューセッツ工科大学のリチャード・ビンゼルとともにメインベルトの小惑星の光度曲線の研究も行ない、2003年に論文を発表している。このプロジェクトはSmall Main-belt Asteroid Spectroscopic Survey, Phase IIまたはSMASSIIとして知られ、以前に行なわれたメインベルト小惑星の研究に基づいている。435nmから925nmの可視光のスペクトルデータが1993年8月から1999年3月までかけて収集された。ユージン・シューメーカーの下で研究を行なったこともある。
1982年にエドワード・ボーウェルが発見した小惑星（3254）バスは、彼の業績を記念して名付けられた。